# Леудегізіл
Леудегізіл (Леодегізел) (фр. Leudegisèle; д/н — бл. 592) — патрикій і герцог Арльського Провансу в 585—592 роках.

## Життєпис
Основні відомості про нього містяться в хроніці Григорія Турського. Походив з нейстрійської знаті. 585 року керував військами Бургундії та Австразії, що рушило проти узурпатора Гундовальда. Взяв того в облогу в м. Комменж. Невдовзі спільники Гундовальда видали його Леудегізілу, який за наказом бургундського короля Гунтрамна стратив того. Потім Леудегізіл стратив інших прихильників Гундовальда, що видали його, зокрема герцога Євнія Муммола. Тоді ж призначається герцогом Арльського Провансу.
У 587 році вперше письмово згадується як патрикій Провансу. Подальша доля невідома. Втім залишався на посаді ймовірно до самої смерті, померши до 592 року. Тоді патрикієм обох Провансів став Динамій.

## Родина
Можливо його онукою або іншою родичкою була Леутсінда, мати мажордома Леудезія.